# گوکچه‌لی (گوینوجک)
گوکچه‌لی (به ترکی استانبولی: Gökçeli) یک منطقهٔ مسکونی در ترکیه است که در گوینوجک واقع شده‌است.